# Walter Suppan
Walter Suppan (* 17. Februar 1927 in Liebenfels; † 19. April 2011 in Klagenfurt) war ein österreichischer Politiker (ÖVP) und Gewerkschaftssekretär. Er war von 1966 bis 1979 Abgeordneter zum Nationalrat.
Suppan war nach der Pflichtschule von 1946 bis 1962 als Gendarmeriebeamter und arbeitete danach ab 1962 als Landessekretär der Gewerkschaft der öffentlich Bediensteten in Kärnten. Er hatte zwischen 1967 und 1977 die Funktion des Landesobmann des Österreichischen Arbeiter- und Angestelltenbundes in Kärnten inne und wirkte von 1969 bis 1984 als Kammerrat der Kammer für Arbeiter und Angestellte für Kärnten. Dort übte er zwischen 1974 und 1984 auch die Funktion des Vizepräsidenten aus. Zudem war Suppan zwischen 1974 und 1998 Obmann der Gemeinnützigen Baugesellschaft „Kärntnerland“ und vertrat die ÖVP vom 25. November 1966 bis zum 4. Juni 1979 im Nationalrat.
Aufsehen erregte Suppan 1972, als Bruno Kreisky eine Liste der Auftragnehmer für den Bau der UNO-City in Wien vorlas. Gemeinsam mit seinem Parteikollegen Johann Haider rief Suppan „Alles Juden!“ in den Plenarsaal. Beiden blieb ein Rücktritt erspart, nachdem die ÖVP kolportiert hatte, die beiden Abgeordneten seien betrunken gewesen.